# Saint-Mamert-du-Gard
Saint-Mamert-du-Gard är en kommun i departementet Gard i regionen Occitanien i södra Frankrike. Kommunen ligger i kantonen Saint-Mamert-du-Gard som tillhör arrondissementet Nîmes. År 2022 hade Saint-Mamert-du-Gard 1 617 invånare.

## Befolkningsutveckling
Antalet invånare i kommunen Saint-Mamert-du-Gard
Referens:INSEE